# Boca del Monte, Esperanza
Boca del Monte är en ort i Mexiko.   Den ligger i kommunen Esperanza och delstaten Puebla, i den sydöstra delen av landet, 200 km öster om huvudstaden Mexico City. Boca del Monte ligger 2 442 meter över havet och antalet invånare är 405.
Terrängen runt Boca del Monte är huvudsakligen kuperad, men åt nordväst är den platt. Runt Boca del Monte är det ganska tätbefolkat, med 111 invånare per kvadratkilometer. Närmaste större samhälle är Río Blanco, 18,1 km öster om Boca del Monte. I omgivningarna runt Boca del Monte växer huvudsakligen savannskog.